# Zaragoza (Gwatemala)
Zaragoza – miasto w południowej Gwatemali,  w departamencie Chimaltenango, w centralnej części Sierra Madre de Chiapas, leżące w sąsiedztwie (7,5 km na południowy wschód) stolicy departamentu. Miasto jest siedzibą władz gminy o tej samej nazwie, która w 2012 roku liczyła 25 338 mieszkańców. Gmina jest niewielka, a jej powierzchnia obejmuje 56 km².

## Współpraca
- Saragossa, Hiszpania